# 포켓몬스터 W: 내 꿈은 포켓몬마스터의 에피소드 목록
다음은 일본의 애니메이션 《포켓몬스터》 시리즈 중 하나이자 《포켓몬스터 W》의 최종장인 《내 꿈은 포켓몬마스터》의 에피소드 목록이다.

## 목록
| 화수 | 제목                                   | 본방송일자 (일본)                                        | 방영순서 |
| ---- | -------------------------------------- | -------------------------------------------------------- | -------- |
| 137  | "시작의 바람! 무한한 길!!"             | 2023년 1월 13일 대한민국 내 방영 : 2023년 5월 3일 (첫방) | 1235     |
| 138  | "지우 VS 이슬! 바닷가의 일대일 대결!!" | 2023년 1월 20일 대한민국 내 방영 : 2023년 5월 3일        | 1236     |
| 139  | "웅과 덴트와 숲의 마녀!"               | 2023년 1월 27일 대한민국 내 방영 : 2023년 5월 10일       | 1237     |
| 140  | "툰베어의 한숨!"                       | 2023년 2월 3일 대한민국 내 방영 : 2023년 5월 10일        | 1238     |
| 141  | "타올라라! 꼬부기 소방대!!"            | 2023년 2월 10일 대한민국 내 방영 : 2023년 5월 17일       | 1239     |
| 142  | "그리고, 같은 달을 보고 있다!"         | 2023년 2월 17일 대한민국 내 방영 : 2023년 5월 17일       | 1240     |
| 143  | "라프라스를 타고♪"                     | 2023년 2월 24일 대한민국 내 방영 : 2023년 5월 24일       | 1241     |
| 144  | "다크펫의 물건 찾기!"                  | 2023년 3월 3일 대한민국 내 방영 : 2023년 5월 24일        | 1242     |
| 145  | "역습의 로켓단!"                       | 2023년 3월 10일 대한민국 내 방영 : 2023년 5월 31일       | 1243     |
| 146  | "지우와 라티오스!"                     | 2023년 3월 17일 대한민국 내 방영 : 2023년 5월 31일       | 1244     |
| 147  | "무지개와 포켓몬마스터!"               | 2023년 3월 24일 대한민국 내 방영 : 2023년 6월 7일 (종방) | 1245     |